# Clonistria comis
Clonistria comis är en insektsart som först beskrevs av Frederick Bates 1865.  
Clonistria comis ingår i släktet Clonistria och familjen Diapheromeridae. Inga underarter finns listade i Catalogue of Life.